# Morten Uhrskov Jensen
Morten Uhrskov Jensen, född 9 april 1964, är en dansk historiker, gymnasielärare och politiker, som är partiordförande för Dansk Samling.
Han har en cand.mag. från Köpenhamns universitet med historia som huvudämne och samhällsvetenskap som sidoämne och är lektor vid Herlufsholm Kostskole. Uhrskov Jensen är författare till två kritiska debattböcker om invandringen till Danmark respektive Västvärlden, Et delt folk (2008) och Indvandringens pris (2012).
Utöver sina böcker har han skrivet en rad blogginlägg på Jyllands-Posten och fått krönikor publicerade i flera danska dagstidningar – inklusive de tre stora morgontidningarna (JP, Berlingske och Politiken).